# Cua de gos
Cua de gos o Wangenheimia lima és l'única espècie del gènere monotípic dels Wangenheimia. És una planta de la família de les poàcies, ordre de les poals, subclasse de les commelínides, classe de les liliòpsides, divisió dels magnoliofitins. Va ser descrit pel botànic alemany Conrad Moench el 1794.
És un teròfit que ateny entre 5 a 30 cm que creix a erms i pradells d'anuals. Té tiges solitàries o més sovint fasciculades, sovint acompanyades a la base d'innovacions estèrils; drets, ascendents o geniculats ascendents; llisos, glabres, lleugerament estriats, amb nusos negrossos.

## Taxonomia
- Wangenheimia lima